# Medal of Honor: Above and Beyond
Medal of Honor: Above and Beyond est un jeu vidéo de tir à la première personne en réalité virtuelle développé par Respawn Entertainment et édité par Electronic Arts, qui est sorti en décembre 2020 sur Oculus Rift, HTC Vive et Valve Index. Le jeu a été annoncé lors de l'Opening Night Live de la Gamescom 2020. Il fait partie de la série de jeu vidéo Medal of Honor.
En 2021, le court-métrage Colette intégré au jeu Medal of Honor : Above and Beyond obtient l'Oscar du meilleur court métrage documentaire. C'est la première fois qu'une production issue de l'industrie du jeu vidéo remporte cette récompense.